# Estação Ferroviária de Sortes

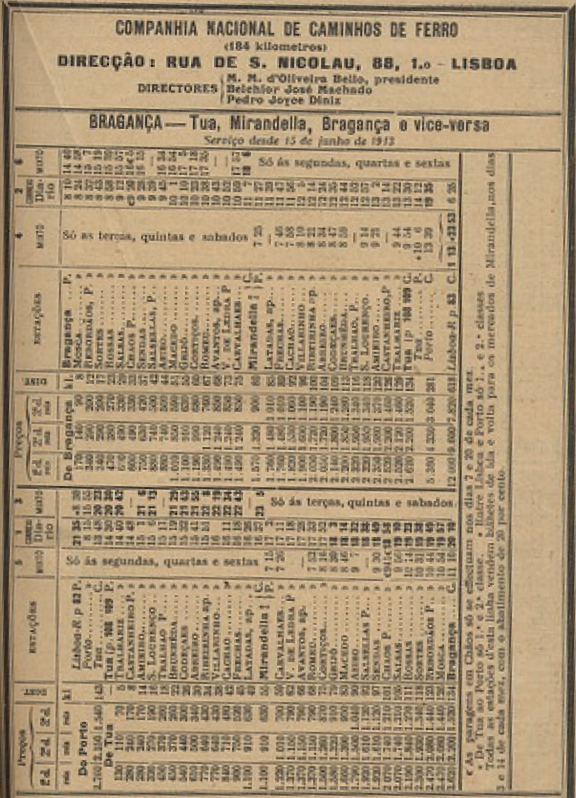
Horário da Linha do Tua em 1913, incluindo a estação de Sortes.

A Estação Ferroviária de Sortes foi uma interface da Linha do Tua, que servia a aldeia de Sortes, no concelho de Bragança, em Portugal.

## História
Esta gare situava-se no troço entre Rossas e Bragança, que foi inaugurado em 1 de Dezembro de 1906. O edifício de passageiros situava-se do lado nascente da via (lado direito do sentido ascendente, a Bragança).
Em 1939, a Companhia Nacional de Caminhos de Ferro fez obras de restauro nesta estação.
O lanço da Linha do Tua entre Mirandela e Bragança foi encerrado em 15 de Dezembro de 1991.